# Arlington (Nova York)
Arlington és una concentració de població designada pel cens dels Estats Units a l'estat de Nova York. Segons el cens del 2000 tenia 12.481 habitants.

## Demografia
Segons el cens del 2000, Arlington tenia 12.481 habitants, 4.362 habitatges, i 2.516 famílies. La densitat de població era de 985,5 habitants per km².
Dels 4.362 habitatges en un 27,9% hi vivien nens de menys de 18 anys, en un 41,7% hi vivien parelles casades, en un 11,6% dones solteres, i en un 42,3% no eren unitats familiars. En el 33,8% dels habitatges hi vivien persones soles l'11,3% de les quals corresponia a persones de 65 anys o més que vivien soles. El nombre mitjà de persones vivint en cada habitatge era de 2,33 i el nombre mitjà de persones que vivien en cada família era de 3,04.
Per edats la població es repartia de la següent manera: un 19,4% tenia menys de 18 anys, un 24,6% entre 18 i 24, un 25,9% entre 25 i 44, un 17,6% de 45 a 60 i un 12,5% 65 anys o més.
L'edat mediana era de 30 anys. Per cada 100 dones de 18 o més anys hi havia 81 homes.
La renda mediana per habitatge era de 43.141 $ i la renda mediana per família de 56.183 $. Els homes tenien una renda mediana de 40.026 $ mentre que les dones 30.274 $. La renda per capita de la població era de 19.563 $. Entorn del 6,6% de les famílies i el 10,3% de la població estaven per davall del llindar de pobresa.